# Křešín (okres Příbram)
Křešín (německy Kreschin) je obec v okrese Příbram ve Středočeském kraji, asi 13 km severně od Příbrami. Žije v ní 148 obyvatel.

## Historie
První písemná zmínka o vesnici pochází z roku 1370.

## Obecní správa

### Části obce
- Křešín (k. ú. Křešín a Křešín v Brdech)

Součástí obce je také základní sídelní jednotka Křešín v Brdech.
Sousedními obcemi sídla jsou Ohrazenice, Jince a Felbabka.
V souvislosti se zánikem vojenského újezdu Brdy bylo k 1. lednu 2016 k obci připojeno katastrální území Křešín v Brdech, které vzniklo k 10. únoru 2014. Toto území má rozlohu 4,337243 km² a je zde evidováno 0 budov a 0 obyvatel.

### Územněsprávní začlenění
Dějiny územněsprávního začleňování zahrnují období od roku 1850 do současnosti. V chronologickém přehledu je uvedena územně administrativní příslušnost obce v roce, kdy ke změně došlo:
- 1850 země česká, kraj Praha, politický i soudní okres Hořovice[6]
- 1855 země česká, kraj Praha, soudní okres Hořovice
- 1868 země česká, politický i soudní okres Hořovice
- 1939 země česká, Oberlandrat Plzeň, politický i soudní okres Hořovice[7]
- 1942 země česká, Oberlandrat Praha, politický okres Beroun, soudní okres Hořovice[8]
- 1945 země česká, správní i soudní okres Hořovice[9]
- 1949 Pražský kraj, okres Hořovice[10]
- 1960 Středočeský kraj, okres Příbram
- 2003 Středočeský kraj, okres Příbram, obec s rozšířenou působností Příbram

## Pamětihodnosti

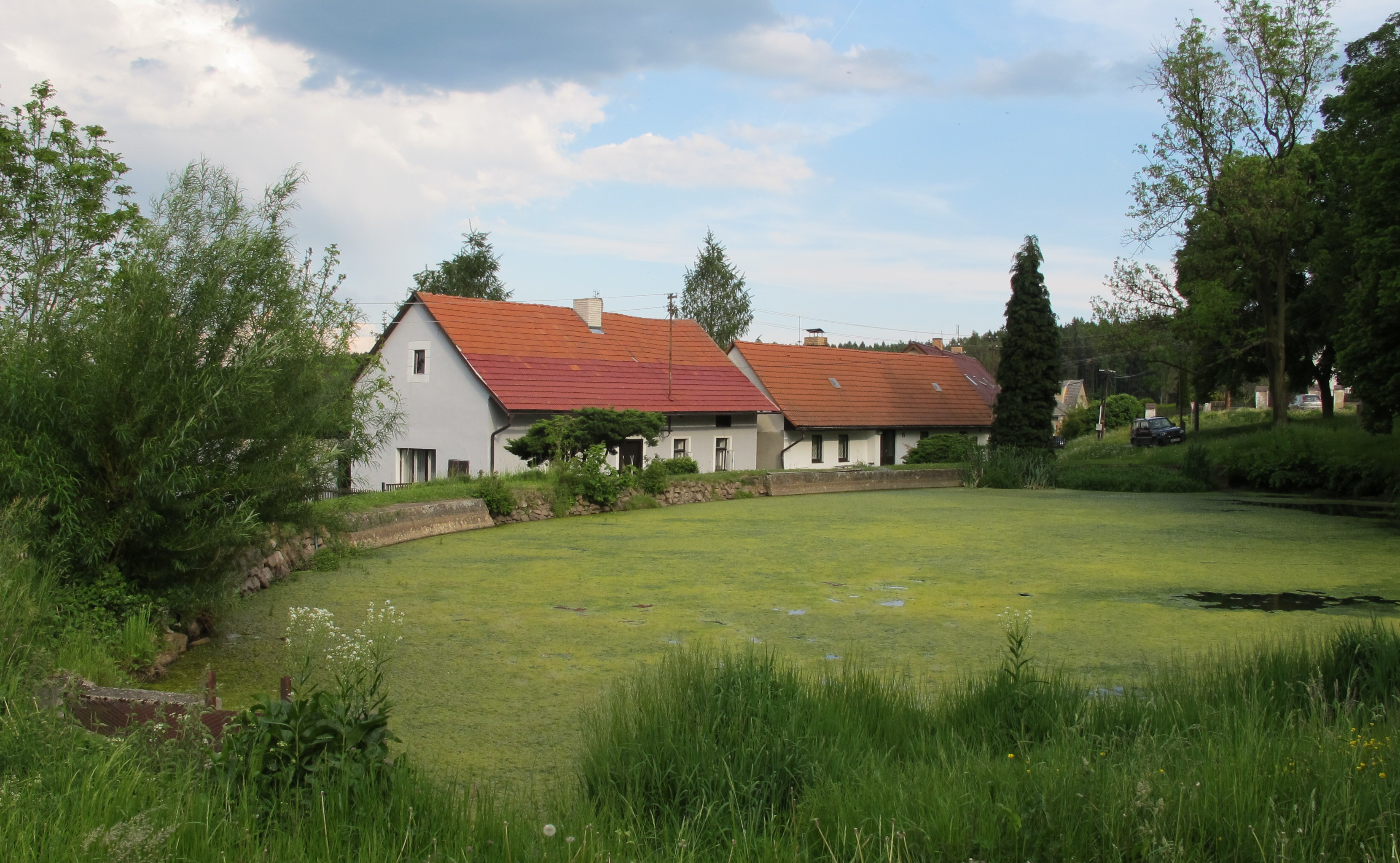
Rybníček na návsi

- přírodní památka Na horách v katastru obce
- kaplička „Neposkvrněné Panny Marie“ na návsi, pochází z roku 1855[11]

## Doprava

### Dopravní síť
Do obce vede silnice III. třídy. Železniční trať ani stanice či zastávka na území obce nejsou.

### Autobusová doprava 2024
Autobusovou dopravu v obci Křešín zajišťuje společnost Arriva Střední Čechy. Obec je součástí Pražské integrované dopravy (PID). V obci se nachází zastávka Křešín. Obcí prochází autobusová linka 531 a obec je také výchozí nebo konečnou pro linku 643. Linka 531 směřuje z Příbrami do Jinců a Hořovic, ale do obce zajíždí pouze občasně. Linka 643 propojuje Křešín, Felbabku, Podluhy, Hořovice, Záluží, Újezd, Cerhovice a Třenice.

## Turistika
Obcí vede cyklotrasa č. 302 Příbram – Jince – Křešín – Hořovice a modře značená turistická trasa Komárov – Felbabka – Křešín – Jince – Čenkov.